# 丹尼爾·傑維斯
丹尼爾·歐文·傑維斯（英語：Daniel Owen Jervis，1996年6月9日—）是英國游泳運動員，來是南威爾斯尼思 。

## 生涯
傑維斯在2024年英國游泳錦標賽上第六次奪下1500公尺自由式冠軍後，鎖定了2024年夏季奧運會的參賽資格。

## 個人生活
2022 年，傑維斯出櫃自己的同性戀身分。他是一位虔誠的基督徒。

## 外部資料
- 丹尼爾·傑維斯在的資料
- 丹尼爾·傑維斯在Olympics.com的个人资料和比赛数据
- 丹尼爾·傑維斯在Olympedia的个人资料和比赛数据
- 丹尼爾·傑維斯在大英國協運動會聯合會